# La raccolta (Maler)
La raccolta è una compilation del cantante italiano Maler, pubblicata il 1º dicembre 2021. Il disco contiene alcuni tra i suoi brani più rappresentativi.

## Descrizione
Pubblicato dall'etichetta bolognese Molti Suoni su tutti gli store digitali, è un viaggio nel mondo poetico e musicale dell’artista veronese. Dal disco d'esordio Dell'ora o del mai si possono riascoltare Le fonti e La strada che sai, oltre a Demone del tardi, brano lanciato da Fiorello a Viva Radio 2 e sigla dell'omonimo programma di Gianmarco Bachi su Radio Popolare. La perduta, Barrio dell'alba incerta e Mutamento sono le tracce attinte dal disco Mutamento. Cosa rimane del primo amore, La neve di Szvaby e Svanirà sono tratte da Mu, l'opera dedicata allo scrittore Joseph Roth, che nel 2019 ha portato il cantautore ad esibirsi a Parigi su invito dell'Università La Sorbona. Contiene, inoltre, il brano Salamandra  (Ala Bianca, 2010), con cui Maler ha preso parte al progetto La leva cantautorale degli anni zero promosso da MEI e Club Tenco.
Nella copertina dell'album, su uno sfondo pastello, campeggia quella che a prima vista potrebbe sembrare una lettera, la M di Maler, ma che, in realtà, corrisponde a uno degli esagrammi di un antico testo oracolare cinese, noto come Il libro dei mutamenti.

## Tracce
1. Salamandra
2. Cosa rimane del primo amore
3. La perduta
4. Barrio dell’alba incerta
5. Le fonti
6. La strada che sai
7. Mutamento
8. Svanirà
9. La neve di Szvaby
10. Demone del tardi